# Emma Samms
Emma Samms, pseudoniem van Emma Samuelson, (Londen, 28 augustus 1960) is een Engels actrice.
Samms werd door haar rol van Holly in de soapserie General Hospital opgemerkt om Pamela Sue Martin als Fallon Carrington Colby te vervangen in Dynasty. Samen met acteur John James verliet zij Dynasty om een hoofdrol te vertolken in diens spin-off The Colbys. Bij gebrek aan succes werd deze serie echter na twee seizoenen stopgezet. James en Samms keerden daarop terug naar de moederserie Dynasty.
Samms speelde ook als Grayson Louder in Models Inc.. Verder heeft zij een flink aantal tv-films op haar naam staan en speelde ze gastrollen in diverse tv-series.
Samms is driemaal getrouwd geweest en heeft twee kinderen.

## Filmografie
- Vendetta (2013)
- General Hospital - tv-serie (1983-2013)
- Boogeyman - tv-film (2012)
- Dad Dancing - short (2011)
- Casualty - tv-serie (2011)
- The Bill - tv-serie (2007)
- Doctors - tv-serie (2005)
- The Marksman - video (2005)
- Supernova - tv-film (2005)
- Ghosts of Albion: Embers - tv-film (2004)
- Holby City - tv-serie (2003)
- Ghosts of Albion: Legacy - tv-film (2003)
- The Little Unicorn  (2002)
- Pets (2002)
- The Adventures of Tom Thumb & Thumbelina - video (2002)
- Pretend You Don't See Her - tv-film (2002)
- Humanoids from the Deep - tv-film (1996)
- Tales from the Crypt - tv-serie (1996)
- Gargoyles - tv-serie (1995)
- Models Inc. - tv-serie (1994-1995)
- Terminal Voyage (1994)
- Treacherous Beauties - tv-film (1994)
- Lois & Clark: The New Adventures of Superman - tv-serie (1994)
- Diagnosis Murder - tv-serie (1994)
- Fatal Inheritance  (1993)
- Harmful Intent - tv-film (1993)
- Shadow of a Stranger - tv-film (1992)
- Illusions - tv-film (1992)
- Get a Life - tv-serie (1992)
- Dynasty: The Reunion tv-film (1991)
- Delirious (1991)
- Bejewelled - tv-film (1991)
- The Shrimp on the Barbie  (1990)
- A Connecticut Yankee in King Arthur's Court - tv-film (1989)
- Dynasty tv-serie (1981-1989)
- My Two Dads - tv-serie (1989)
- The Lady and the Highwayman tv-film (1989)
- Murder, She Wrote - tv-serie (1988)
- Mike Hammer - tv-serie (1987)
- The Colbys - tv-serie (1985-1987)
- Murder in Three Acts - tv-film (1986)
- Hotel - tv-serie (1984-1985)
- Ellis Island - miniserie (1984)
- Goliath Awaits - miniserie (1981)
- More Wild Wild West - tv-film (1980)
- Yesterday's Hero  (1979)
- Arabian Adventure  (1979)

- Biblioteca Nacional de España: XX5643086
- Bibliothèque nationale de France: cb14223979z (data)
- International Standard Name Identifier: 0000 0001 1470 3258
- Library of Congress Control Number: no95061006
- Virtual International Authority File: 32209170
- WorldCat: E39PBJymwqKT4WCjbQC4KHb8G3